# Zurheiterenhenne
#Zurheiterenhenne ist eine deutsche Webserie des Mitteldeutschen Rundfunks, die sich satirisch mit dem Ausbau des Breitband-Internets im ländlichen Thüringen befasst.

## Inhalt
Die Serie spielt im Gasthaus „Zur Heiteren Henne“, wo der Wirt Rudolf ‚Rudi‘ Stadler sich dem ganzen Internet-Hype widersetzt und sich voll und ganz auf die analoge Welt verlässt. Als sein Neffe Kevin ihn im Gasthaus besucht, bemerkt dieser schnell, dass er dort keinen WLAN-Empfang an seinem Smartphone hat. Er überredet Rudi sich doch einen Internetanschluss zu beschaffen, er würde sich auch darum kümmern. Doch Rudi bleibt zunächst stur und lehnt das Internet in seinem Gasthof partout ab. In der ersten Folge Kein Netz für Niemand unterhält sich Rudi mit seinem Neffen über die Sinnhaftigkeit eines Internetanschlusses. In den zwei nachfolgenden Episoden geht es nach erfolgreicher Überzeugung um die ersten Schritte im World Wide Web.
Die Rolle des Neffen Kevin hatte ursprünglich Jacob Gunkel übernommen. Als dieser abtrat, spielte Justus Czaja die Rolle.
Gedreht wurde im Zeitraum vom 20. Juni bis zum 23. Juni 2017 in Obernissa.

## Episoden
| Folge | Titel                     |
| ----- | ------------------------- |
| 1     | Kein Netz für Niemand     |
| 2     | Netz geht’s los           |
| 3     | Website mit Wirt          |
| 4     | Virenangriff              |
| 5     | Fake News                 |
| 6     | Kein Netz für Niemand 2.0 |
| 7     | Bum Bum Rudi              |
| 8     | iRudi                     |
| 9     | Keinen Rechner für Rudi   |